# بطولة الأمم الخمس 1980
بطولة الأمم الخمس 1980 (بالإنجليزية: 1980 Five Nations Championship)‏ هو الموسم 86 من بطولة الأمم الخمس. كان عدد الأندية المشاركة فيه 5، وفاز فيه منتخب إنجلترا الوطني لاتحاد الرغبي.